# TV4 Guld
TV4 Guld is een Zweeds televisiekanaal dat zich toelegt op 'klassieke' programma's, zoals oudere televisiedrama's (onder andere Dr. Quinn, Medicine Woman, Baywatch, Dallas en Miami Vice). Het kanaal behoort tot de TV4-Gruppen.
De eerste uitzending was in november 2006.